# Sheffield Wednesday F.C.
Sheffield Wednesday là một câu lạc bộ bóng đá nằm ở Sheffield, South Yorkshire, Anh hiện đang thi đấu tại Championship, giải đấu cao thứ hai nước Anh. Sheffield Wednesday là một trong những câu lạc bộ chuyên nghiệp lâu đời nhất thế giới và là đội lâu đời thứ 3 trong hệ thống bóng đá Anh.
The Wednesday, được mang tên cho tới năm 1929, họ là một trong những thành viên sáng lập Football Alliance năm 1889 và là nhà vô địch đầu tiên. Họ gia nhập The Football League ba năm sau đó và cũng đồng thời là thành viên sáng lập Premier League năm 1992. Kể từ khi gia nhập Football League năm 1892, câu lạc bộ có phần lớn thời gian trong lịch sử thi đấu tại giải đấu cao nhất nước Anh nhưng hiện thì không còn sau khi xuống hạng năm 2000. Họ 4 lần giành danh hiệu VĐQG, 3 FA Cup và 1 League Cup.
Từ năm 1899, Sheffield Wednesday thi đấu trên Sân vận động Hillsborough nằm ở tây-bắc ngoại ô Owlerton, vì thế họ có biệt danh là The Owls/Những con cú. Hillsborough hiện là một sân có hoàn toàn ghế ngồi với sức chứa 39,732 chỗ.

### Nhà tài trợ
| Giai đoạn | Trang phục | Tài trợ chính                                                  |
| --------- | ---------- | -------------------------------------------------------------- |
| 1974–1977 | Umbro      | không                                                          |
| 1977–1981 | Bukta      | không                                                          |
| 1981–1984 | Bukta      | Crosby Kitchens                                                |
| 1984–1986 | Umbro      | MHS Malcolm Stockdale                                          |
| 1986–1988 | Umbro      | Finlux TV                                                      |
| 1988–1990 | Umbro      | VT Plastics                                                    |
| 1990–1991 | Umbro      | Asda1                                                          |
| 1991–1992 | Umbro      | Mr Tom²                                                        |
| 1992–1993 | Umbro      | Sanderson                                                      |
| 1993–2000 | Puma       | Sanderson                                                      |
| 2000–2001 | Puma       | Chupa Chups                                                    |
| 2001–2003 | Diadora    | Chupa Chups                                                    |
| 2003–2005 | Diadora    | Napoleon's Casino                                              |
| 2005–2007 | Diadora    | PlusNet Broadband                                              |
| 2007–2009 | Lotto      | PlusNet Broadband                                              |
| 2009–2011 | Puma       | Sheffield Children's Hospital                                  |
| 2011–2012 | Puma       | Gilder Group/Volkswagen (Sân nhà) Westfield Health (Sân khách) |
| 2012–2013 | Puma       | Gilder Group/Honda (Sân nhà) Westfield Health (Sân khách)      |
| 2013–2014 | Puma       | WANdisco (Sân nhà) Bartercard (Sân khách)                      |
| 2014–2015 | Sondico    | Azerbaijan Land of Fire                                        |
| 2015–     | Sondico    | Chansiri                                                       |

1 Asda chỉ tài trợ cho trận Chung kết Football League Cup 1991.

2 Mr Tom tài trợ lượt về của mùa giải.

## Danh hiệu

### League
- Giải đấu cấp thứ nhất của Anh (hiện tại là Premier League) (4):
  - 1902–03, 1903–04, 1928–29, 1929–30
- Hạng Nhì (5):
  - 1899–1900, 1925–26, 1951–52, 1955–56, 1958–59

### Cup
- FA Cup (3)
  - 1896 – 1907 – 1935
- FA Community Shield (1)
  - 1935
- Football League Cup (1)
  - 1991

## Đội hình

### Đội 1
Ghi chú: Quốc kỳ chỉ đội tuyển quốc gia được xác định rõ trong điều lệ tư cách FIFA. Các cầu thủ có thể giữ hơn một quốc tịch ngoài FIFA.
| Số | VT | Quốc gia   | Cầu thủ                          |
| -- | -- | ---------- | -------------------------------- |
| 1  | TM | Ireland    | Keiren Westwood                  |
| 2  | HV | Scotland   | Liam Palmer                      |
| 3  | HV | Anh        | Michael Turner (mượn từ Norwich) |
| 4  | TV | Anh        | Sam Hutchinson                   |
| 5  | HV | Hà Lan     | Glenn Loovens (Đội trưởng)       |
| 6  | TV | Bồ Đào Nha | José Semedo                      |
| 7  | TĐ | Bồ Đào Nha | Marco Matias                     |
| 8  | TV | Bồ Đào Nha | Filipe Melo                      |
| 9  | TĐ | Áo         | Atdhe Nuhiu                      |
| 10 | TV | Anh        | Lewis McGugan                    |
| 11 | TĐ | România    | Sergiu Buș                       |
| 14 | TĐ | Anh        | Gary Hooper (mượn từ Norwich)    |
| 15 | HV | Anh        | Tom Lees (Đội phó)               |
| 16 | HV | Wales      | Rhoys Wiggins                    |
| 17 | TV | Pháp       | Jérémy Hélan                     |

| Số | VT | Quốc gia     | Cầu thủ                            |
| -- | -- | ------------ | ---------------------------------- |
| 18 | TĐ | Bồ Đào Nha   | Lucas João                         |
| 20 | TV | Anh          | Kieran Lee                         |
| 21 | TV | Tây Ban Nha  | Álex López (mượn từ Celta)         |
| 22 | HV | Curaçao      | Darryl Lachman                     |
| 23 | HV | Pháp         | Vincent Sasso (mượn từ Braga)      |
| 24 | TV | Sénégal      | Modou Sougou                       |
| 26 | HV | Pháp         | Claude Dielna                      |
| 28 | TM | Anh          | Joe Wildsmith                      |
| 32 | HV | Anh          | Jack Hunt (mượn từ Crystal Palace) |
| 33 | TV | Scotland     | Ross Wallace                       |
| 34 | TM | Wales        | Lewis Price                        |
| 36 | HV | Cộng hòa Séc | Daniel Pudil (mượn từ Watford)     |
| 41 | TV | Scotland     | Barry Bannan                       |
| 45 | TĐ | Ý            | Fernando Forestieri                |

#### Cho mượn
Ghi chú: Quốc kỳ chỉ đội tuyển quốc gia được xác định rõ trong điều lệ tư cách FIFA. Các cầu thủ có thể giữ hơn một quốc tịch ngoài FIFA.
| Số | VT | Quốc gia    | Cầu thủ                                 |
| -- | -- | ----------- | --------------------------------------- |
| 13 | TĐ | Bắc Ireland | Caolan Lavery (cho mượn tại Portsmouth) |

| Số | VT | Quốc gia | Cầu thủ                                |
| -- | -- | -------- | -------------------------------------- |
| 19 | HV | Bỉ       | Marnick Vermijl (cho mượn tại Preston) |

### Đội dự bị
Ghi chú: Quốc kỳ chỉ đội tuyển quốc gia được xác định rõ trong điều lệ tư cách FIFA. Các cầu thủ có thể giữ hơn một quốc tịch ngoài FIFA.
| Số | VT | Quốc gia   | Cầu thủ           |
| -- | -- | ---------- | ----------------- |
| 25 | TM | Anh        | Cameron Dawson    |
| 27 | HV | Anh        | Will De Havilland |
| —  | HV | Anh        | Brad Beatson      |
| —  | HV | Anh        | Luke Booker       |
| —  | HV | Bồ Đào Nha | Jonatas Centeno   |
| —  | HV | Anh        | Courtney Wildin   |

| Số | VT | Quốc gia | Cầu thủ        |
| -- | -- | -------- | -------------- |
| —  | TV | Anh      | Ryan Croasdale |
| —  | TV | Anh      | Connor Kirby   |
| —  | TV | Anh      | Ryan Meadows   |
| —  | TV | Anh      | Matt Penney    |
| —  | TV | Anh      | Jack Stobbs    |
| —  | TĐ | Pháp     | Franck Betra   |